# Cheval aux Pays-Bas
Le cheval aux Pays-Bas (néerlandais : paard) est essentiellement élevé pour les loisirs et les sports équestres du saut d'obstacles, du dressage et de l'attelage. Ce pays est connu pour être le berceau de la célèbre race du Frison, originaire de Frise. Il exporte un grand nombre de chevaux KWPN, destinés aux sports. Il dispose aussi d'une filière bouchère bien développée. 

## Histoire

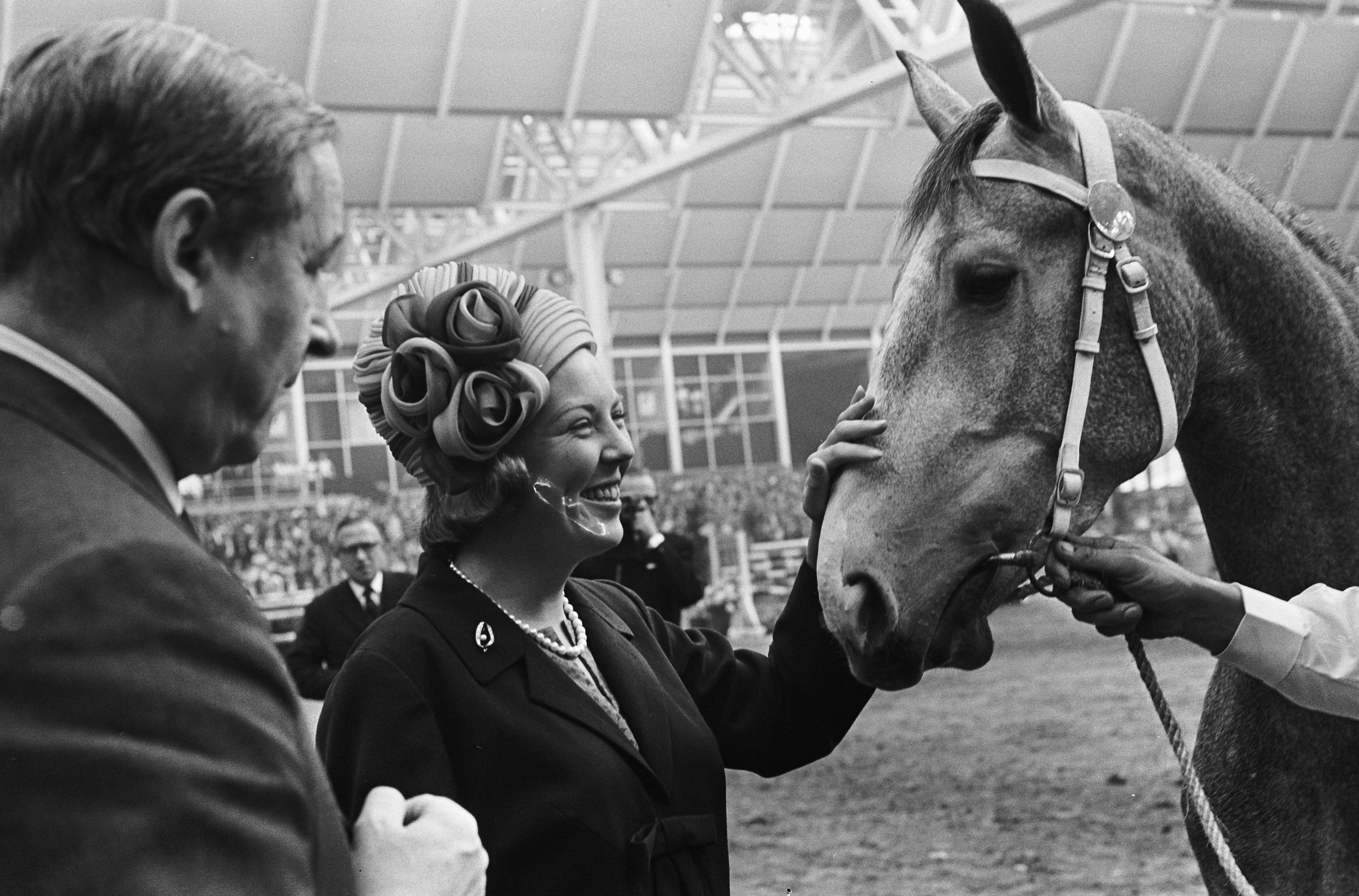
La famille royale néerlandaise lors d'un concours hippique à Utrecht en 1964.

Des tombes à chevaux datées de l'époque romaine ont été retrouvées à Kesteren.
En 1992, les Pays-Bas sont l'un des meilleurs pays éleveurs de chevaux trotteurs en Europe, avec la France et les pays scandinaves.
Avec la France, les Pays-Bas sont directement impliqués dans la fraude à la viande de cheval de 2013 : la société Draap Trading Ltd, achetait de la viande de cheval en la faisant transiter par Chypre, avant de la revendre au prix du bœuf. Les Néerlandais Jan Fasen et Hendricus Windmeijer ont été arrêtés puis condamnés dans le cadre de cette fraude,.

## Pratiques et utilisations

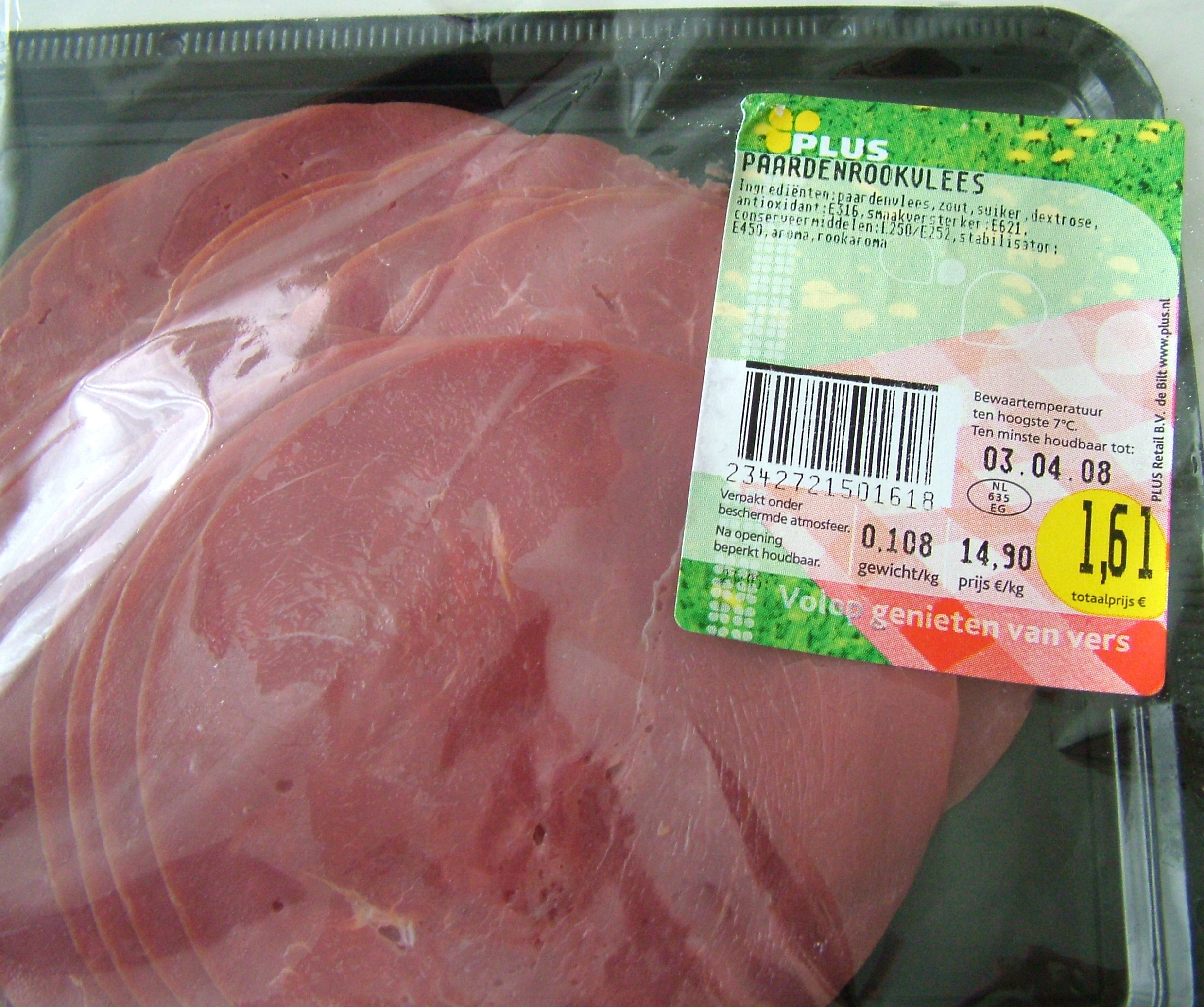
Viande de cheval fumée en barquette, vendue dans les supermarchés des Pays-Bas.

Les Pays-Bas sont tournés vers l'équitation de loisir et les sports équestres. Les cavaliers néerlandais sont très réputés en compétition, et ont décroché de nombreuses victoires au niveau olympique. La filière sportive est soutenue par la famille royale. Elle est particulièrement sectorisée. Les sports équestres pèsent économiquement 1,5 milliard d'euros (en 2017). 
Les sports hippiques (courses de galop et de trot) sont gérés par la Nederlandse Draf – en Rensport (NDR). Le Sectorraad Paarden, créé en 2007, défend les intérêts de la filière des sports équestres.
L'hippophagie fait partie intégrante de la filière économique équine et des habitudes locales : des chevaux sont élevés dans le pays à cette fin, leur viande (paardenvlees) étant vendue ensuite dans des grandes surfaces et des boucheries spécialisées.

## Élevage

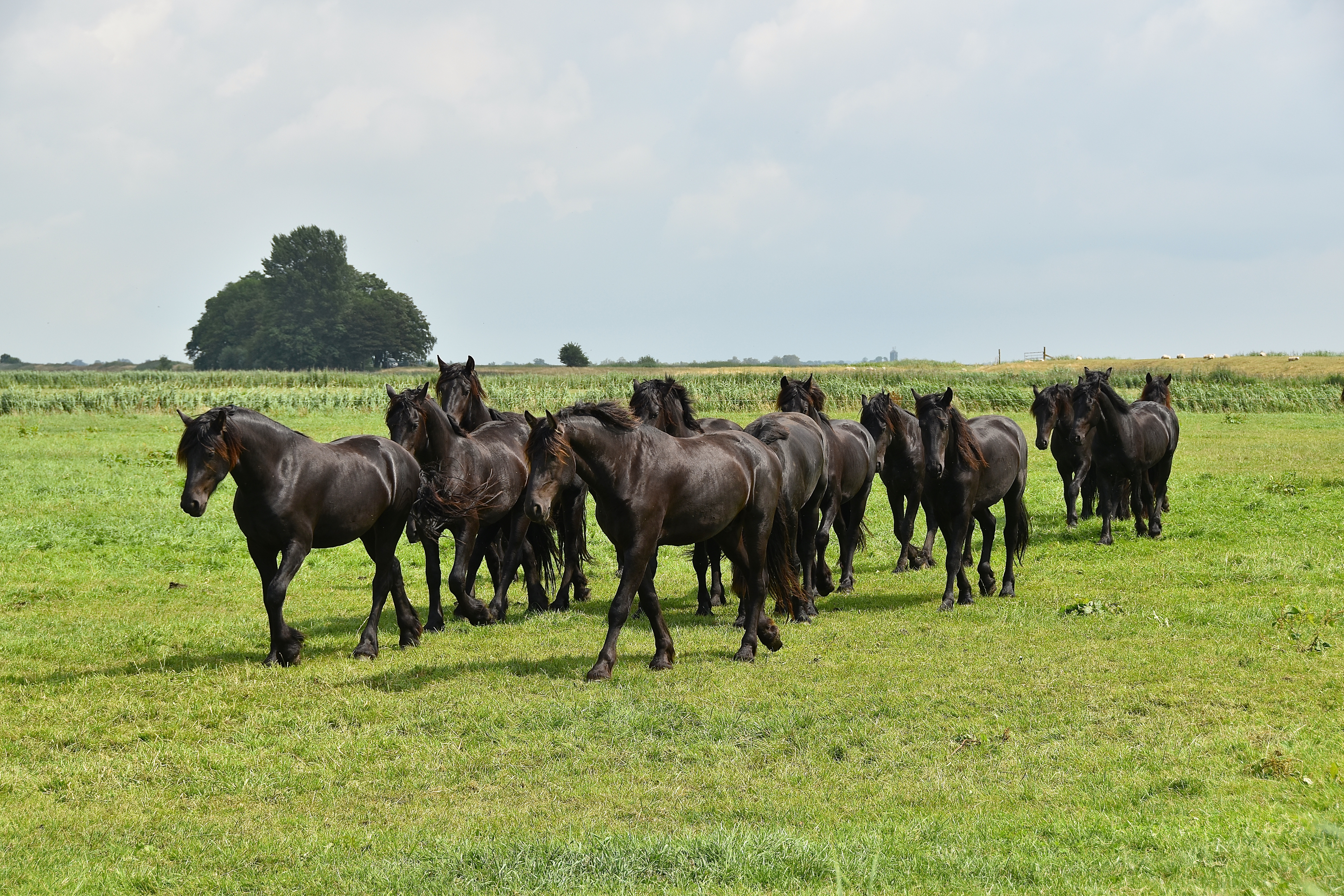
Chevaux de race Frison dans leur pré, aux Pays-Bas.

Les Pays-Bas offrent un climat favorable à l'élevage équin, grâce aux côtes tempérées par le Gulf Stream. Ce pays présente l'un des plus hauts taux de chevaux de toute l'Europe. En 2008, il compte environ 400 000 chevaux, soit un taux de 24,5 chevaux  pour 1 000 habitants.
Le Frison, originaire de Frise, constitue la plus célèbre race de chevaux native des Pays-Bas.
Les Pays-Bas exportent un grand nombre de chevaux, en particulier les KWPN (néerlandais : Koninklijk Warmbloed Paard Nederland), le plus grand stud-book de chevaux de sport, et statistiquement l'un des plus performants au monde. Une section du stud-book KWPN est réservée au Tuigpaard, cheval d'attelage.
Des races d'origine étrangères sont présentes, en particulier le Shetland (en grand nombre), l'Islandais, le Haflinger, le Fjord et le Konik. Si l'Arabe est présent en grand nombre, le Pur-sang est en revanche assez rare.
Des chevaux de Przewalski ont été introduits en semi-liberté à Lelystad et Noorderheide.
Les risques d'introduction de la peste équine aux Pays-Bas du fait des nombreux mouvements de chevaux internationaux ont été analysés comme très faibles.

## Culture

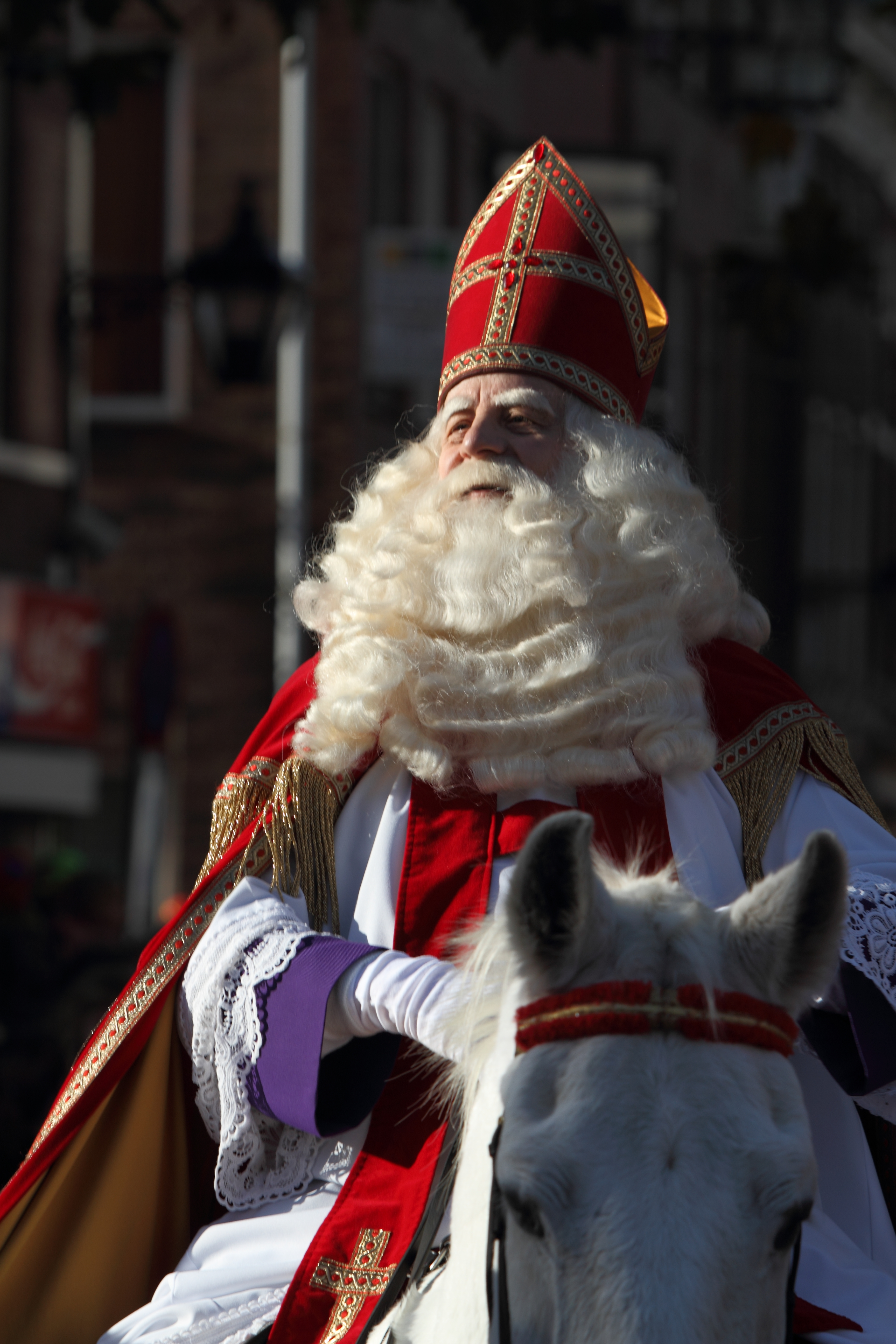
Sinterklaas arrivant dans la ville de Schiedam en 2009.

Dans la tradition néerlandaise, Sinterklaas (en) arrive dans les villes durant la période de l'avent monté sur un cheval blanc, nommé « Amerigo » ; il est alors salué par le maire de la ville,.